# Metelkovy lípy
Metelkovy lípy jsou 2 památné stromy - lípy, které rostou v části Světlov města Šternberk v okrese Olomouc v Olomouckém kraji. Nachází se na pravém břehu říčky Sitka pod hradem Šternberk v Bruntálské vrchovině v přírodním parku Sovinecko a na Moravě.

## Historie a popis
Metelkovy lípa rostou v údolí řeky Sitka v zahradě u domu č. p. 801 a před domem č. p. 801 na ulici Brigádnická. Dle reference:
| lípa malolistá (Tilia cordata Mill.) | Výška stromu                 | 28 m (dle údajů z roku 2021)                                                 |
| lípa malolistá (Tilia cordata Mill.) | Obvod kmene ve výčetní výšce | 3,01 m (dle údajů z roku 2021)                                               |
| lípa malolistá (Tilia cordata Mill.) | Ochranné pásmo               | vyhlášené – část kruhové plochy o poloměru 9,6 m se středem v ose paty kmene |
| lípa malolistá (Tilia cordata Mill.) | Datum prvního vyhlášení      | 13. března 2021                                                              |
| lípa malolistá (Tilia cordata Mill.) | Vysazeno jako špičák         | 1950 panem Františkem Metelkou při narození jeho dítěte                      |

| lípa velkolistá (Tilia platyphyllos Scop.) | Výška stromu                 | 24 m (dle údajů z roku 2021)                                                |
| lípa velkolistá (Tilia platyphyllos Scop.) | Obvod kmene ve výčetní výšce | 3,47 m (dle údajů z roku 2021)                                              |
| lípa velkolistá (Tilia platyphyllos Scop.) | Ochranné pásmo               | vyhlášené – část kruhové plochy o poloměru 11 m se středem v ose paty kmene |
| lípa velkolistá (Tilia platyphyllos Scop.) | Datum prvního vyhlášení      | 13. března 2021                                                             |
| lípa velkolistá (Tilia platyphyllos Scop.) | Vysazeno jako špičák         | 1948 panem Františkem Metelkou při narození jeho dítěte                     |

## Další informace
Strom je celoročně volně přístupný. Poblíž (na opačném břehu Sitky) vede cyklistická trasa 6009 a další turistické trasy.